# Charlie Hore
Pour les articles homonymes, voir Hore.
Pas d'image ? Cliquez ici

a Compétitions nationales et continentales officielles uniquement.

Dernière mise à jour le 26 juin 2023.
Charles (« Charlie ») Hore, né le 28 août 1976 à Dunedin, est un joueur de rugby à XV néo-zélandais qui évolue au poste de demi d'ouverture. Il joue en Nouvelle-Zélande, à Otago puis à Canterbury avant de rejoindre l'Écosse où il joue avec les Border Reivers. Après une saison en Super 14 avec les Highlanders, il joue en France avec l'US Dax puis en Italie avec Arix Viadana avant de terminer sa carrière en Nouvelle-Zélande avec Otago.

## Biographie
Il a aussi régulièrement joué au poste d’arrière et exercé la fonction de buteur dans toutes les équipes où il est passé.
Il est le frère du talonneur All Black Andrew Hore.

## Carrière
- 1998 -2001 : Otago, ( Nouvelle-Zélande), NPC
- 2001-2003 : Canterbury ( Nouvelle-Zélande), NPC
- 2004-2006 : Border Reivers ( Écosse), Celtic League
- 2007 : Highlanders ( Nouvelle-Zélande), Super 14
- 2007-2008 : US Dax ( France), Top 14
- 2008-2009 : Arix Viadana ( Italie)
- 2009 : Otago ( Nouvelle-Zélande), NPC